# Merseburger toverspreuken

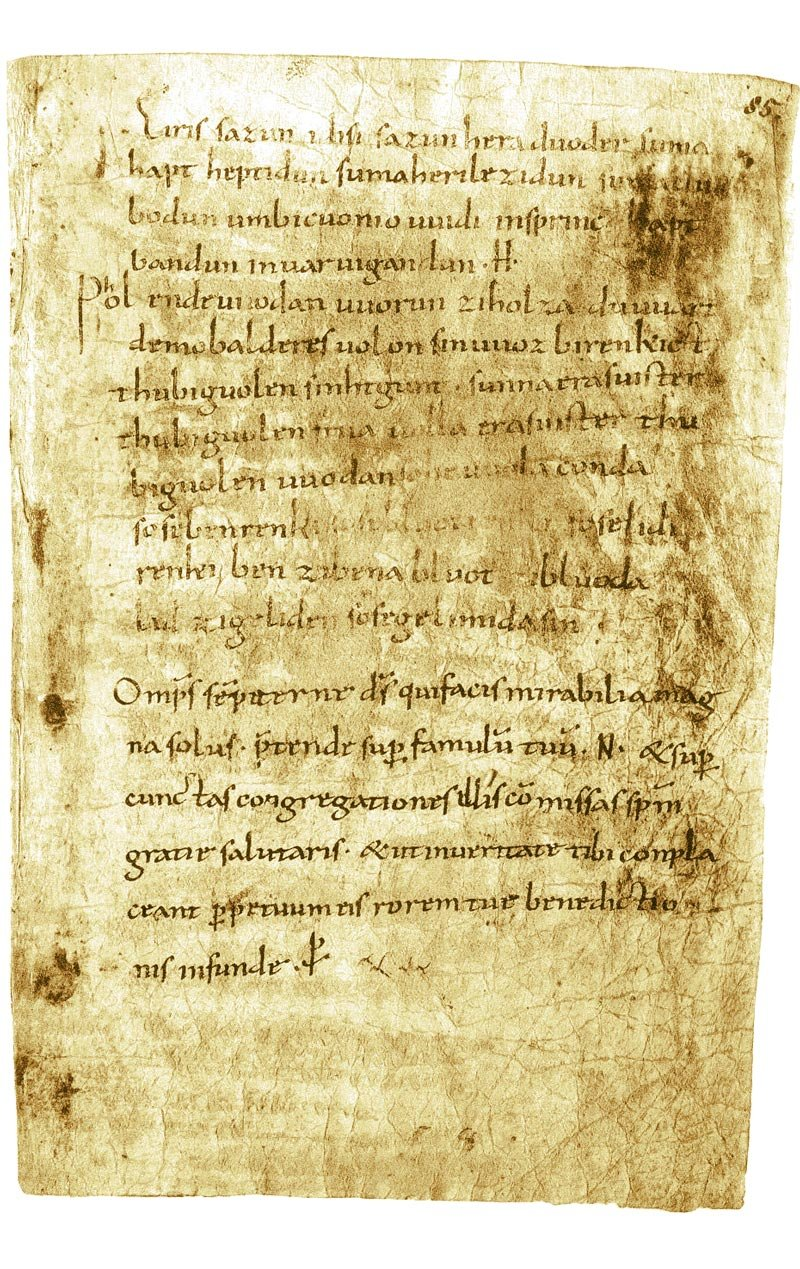
Merseburger toverspreuken – Merseburger Domstiftsbibliotheek, Codex 136, f. 85r, 10.136, f. 85r, 10. Jhdt (digitaal ingekleurde scan van een fotodruk uit de 19e eeuw (Uitgeverij van F. Enneccerus, Frankfurt a. M. 1897), die niet de huidige toestand van het origineel weergeeft)

De Merseburger toverspreuken zijn twee middeleeuwse toverspreuken. Het zijn de enige bewaard gebleven voorbeelden van Continentaal-Germaanse polytheïstische geloofsbeleving in het Oudhoogduits.
De spreuken zijn genoemd naar de plaats waar ze bewaard zijn gebleven, de Duitse stad Merseburg. Daar werden ze in 1841 door Georg Waitz in de bibliotheek van het Domkapittel ontdekt. Ze staan in een uit Fulda stammend theologisch manuscript uit de 9e/10e eeuw. Ze werden in 1842 voor het eerst gepubliceerd door Jacob Grimm.

## Vorm en herkomst
De spreuken werden in de 10e eeuw door een geestelijke, wellicht nog in de abdij van Fulda, op een leeg gebleven pagina van een Latijns sacramentarium geschreven. De spreuken zijn geschreven in Karolingische minuskels. Het manuscript bevindt zich in de Domstiftsbibliotheek van Merseburg (Cod. 136 p. 85a). Onder de twee spreuken staat nog een kort Latijns christelijk gebed in een ander handschrift.
Het unieke aan de Merseburger toverspreuken is dat ze hun voorchristelijke oorsprong nog zeer puur weergeven.
Beide spreuken hebben een tweeledige opzet. Na een vertellende inleiding (historiale) die een vroegere gebeurtenis beschrijft volgt de eigenlijke magische bezwering (incantatio). Deze heeft de vorm van een betovering door middel van analogie: (Zoals ooit... zo moet ook nu...). Qua vorm van de versregels zijn de spreuken een overgangswerk – de langverzen vertonen deels stafrijm en deels al eindrijm, dat in de christelijke dichtkunst van de 9e eeuw werd ontwikkeld.
De gebroeders Grimm beschreven de vondst van de spreuken als volgt: "Gelegen tussen Leipzig, Halle, Jena is de welvoorziene bibliotheek van het Domkapittel te Merseburg vaak door geleerden bezocht en benut. Allen zijn aan een codex voorbijgegaan, die hun, wanneer ze hem nader ter hand namen, slechts bekende kerkelijke stukken scheen op te leveren, nu echter, om zijn hele inhoud gewaardeerd, een kleinood zal vormen, waar de meest beroemde bibliotheken niets naast kunnen zetten...".
Vervolgens werden de toverspreuken door de gebroeders Grimm uitgegeven in hun "Über zwei entdeckte Gedichte aus der Zeit des deutschen Heidenthums" (1842).

## Spreuk 1 – Bevrijding van gevangenen

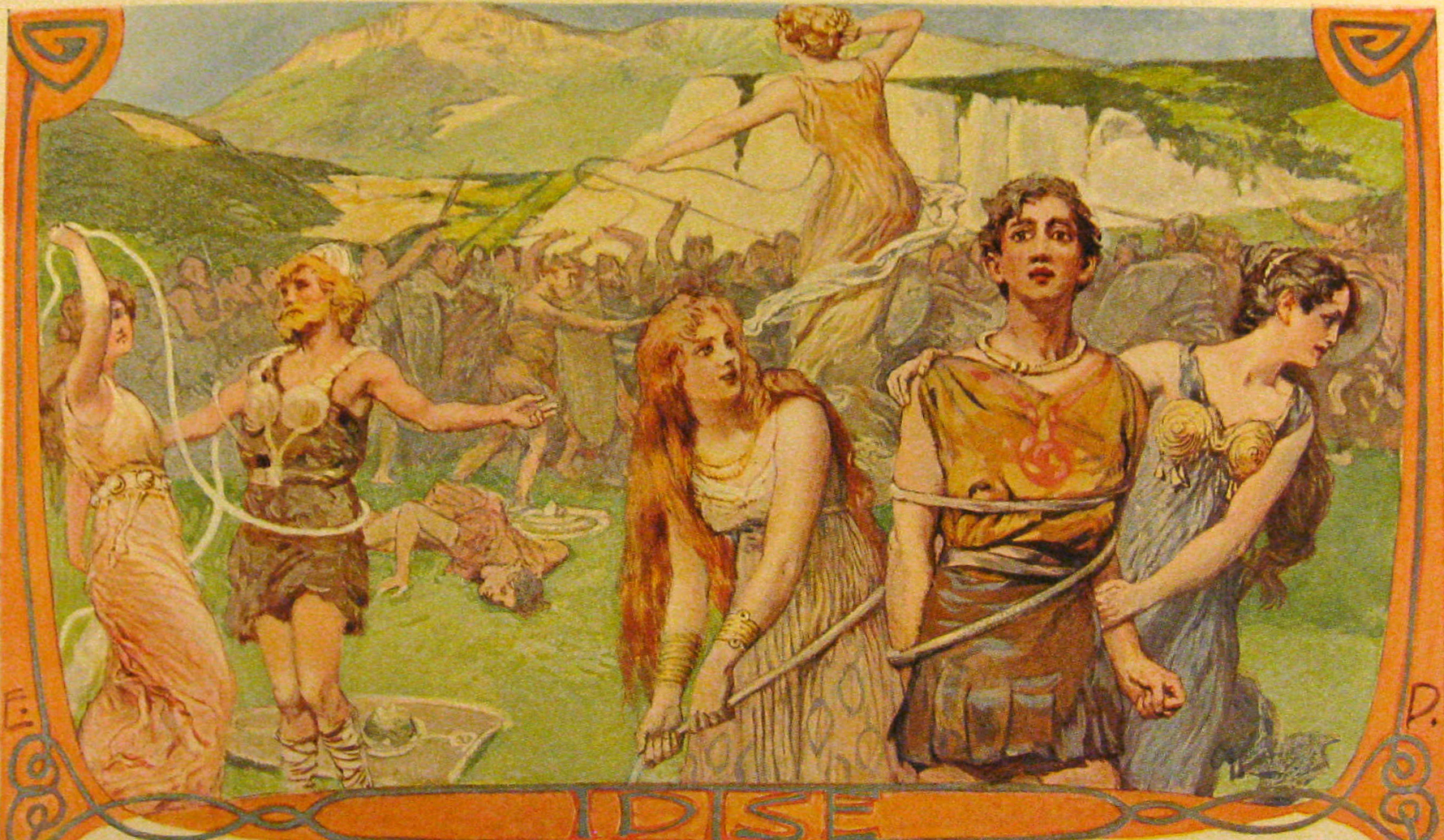
Idisen binden gevangenen vast en verlossen anderen, Emil Doepler

De eerste Merseburger toverspreuk is een verlossingsspreuk. Hij beschrijft hoe een aantal Idisen op het slagveld gevangen krijgers van hun boeien bevrijdt. De eigenlijke magische spreuk wordt gevormd door de laatste zin met "Ontspring de hechtenisbanden, ontloop de vijanden." die de strijders bevrijden moet.
Het is niet bekend wie de Idisen zijn, men interpreteert ze vaak als Walkure-achtige vrouwen. Of wellicht zijn de „idisi“ gelijk aan de Disen, godinnen uit de Noordse mythologie, een soort vruchtbaarheidsgodinnen. Daarnaast is een profane betekenis van idisi als edelvrouwen niet uitgesloten; op deze manier gebruikt de dichter van de Oudsaksische Heliand dit woord bijvoorbeeld in een christelijke context. Andere interpretaties zien hen als vrouwen met toverkracht of zelfs als het tegendeel van de Walkuren.
| Transliteratie Eiris sazun idisi sazun hera duoder suma hapt heptidun suma heri lezidun suma clubodun umbi cuoniouuidi insprinc haptbandun inuar uigandun |  |  | Interpretatie Eens (vgl. "ereis") gingen de Idisen zitten gingen zitten hier en daar. sommigen hechtten hechtenis (= bonden vast), sommigen hielden het leger (vgl. "heir") op, sommigen plukten rond ketenen. Ontspring de hechtenisbanden, ontloop de vijanden. |  |  |

## Spreuk 2 – Genezing van een paard

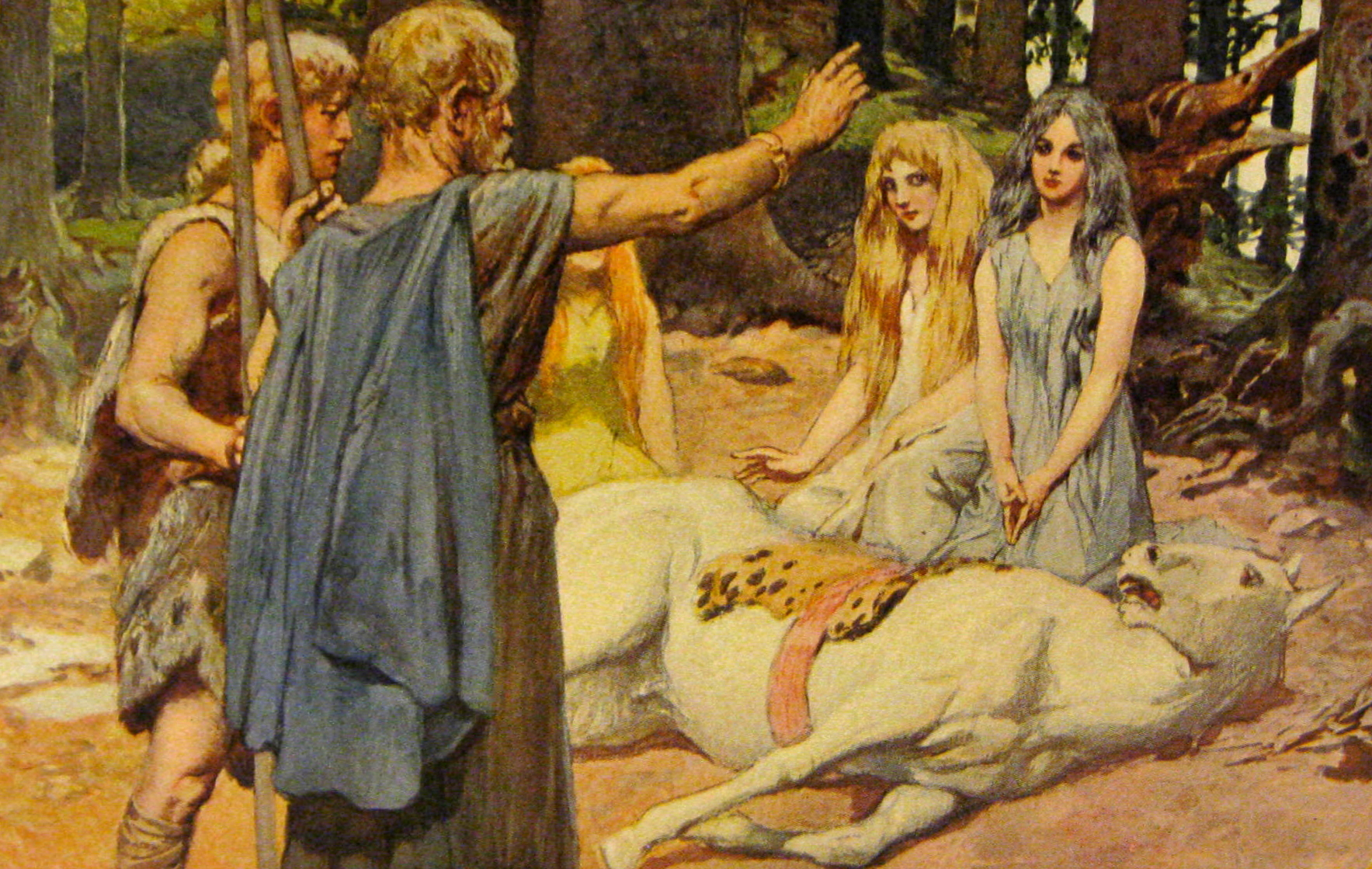
Wodan geneest het paard van Baldr, Emil Doepler

De tweede Merseburger toverspreuk gaat over de genezing van een paard door middel van een spreuk.
Het eerste epische deel wordt verschillend geïnterpreteerd afhankelijk van hoe men Phol en Balder/balder leest: enerzijds zien sommigen Phol en Balder beide als eigennamen en als twee verschillende namen voor dezelfde persoon en lezen dat Balders paard gewond raakt. Anderen zien Phol als de naam van het paard van Wodan en balder als een ander woord voor "god" en menen dat Wodans paard verwond raakt. Duidelijk is in elk geval dat op weg naar het bos (zi holza) de voet van een paard gewond raakt. Hierop heffen verscheidene personen een zang aan om de wond te genezen.
Men is het eens over de identificatie van „Uuôdan“ met Wodan en „Frîia“ met Frige, de vrouw van Wodan. Bij de andere namen, Sinhtgund (door Grimm abusievelijk als Sinthgunt gepubliceerd), Sunna/sunna, Volla/volla is het niet eens duidelijk of dit namen van goden zijn, omdat er voor hun vertaling verschillende interpretaties bestaan. Sunna en Volla worden wel gerelateerd aan de Noordse godinnen Sunna en Fulla.
| Transliteratie Phol ende uuodan uuorun zi holza du uuart demo balderes uolon sin uuoz birenkict thu biguol en sinhtgunt sunna era suister thu biguol en friia uolla era suister thu biguol en uuodan, so he uuola conda sose benrenki sose bluotrenki sose lidirenki ben zi bena bluot zi bluoda lid zi geliden sose gelimida sin |  |  | Vertaling Phol en Wodan reden naar het bos. Toen raakte de voet van het veulen van Balder/de god gewond. Toen zong Sinhtgunt tot hem (nl. de voet), Sunna haar zuster; Toen zong Frija tot hem, Volla haar zuster; Toen zong Wodan tot hem, zoals hij goed kon. Als botkwetsuur, als bloedkwetsuur, als ledemaatkwetsuur: bot tot bot, bloed tot bloed, lid tot ledematen: als gelijmd laten ze zijn. |  |  |

Elders zijn spreuken gevonden die lijken op het slot van Spreuk 2. Deze hebben meestal een eendelige opbouw en veranderen de spreuk vaak naar een christelijke context.

## Interpretatie
De interpretatie en cultuurhistorische betekenis van de spreuken is onderwerp van discussie, aangezien de beide teksten zich binnen de Oudhoogduitse literatuur in een vacuüm bevinden. Deze afwezigheid van vergelijkingsmateriaal bemoeilijkt het onderzoek aanmerkelijk. Filologisch gezien leveren de teksten verscheidene moeilijkheden op.
Ook op andere vragen is nog geen antwoord gevonden, zoals de reden waarom deze spreuken in het betreffende manuscript werden opgeschreven en waarom een latere hand er nog een uittreksel uit een Latijns kerkelijk gebed aan heeft toegevoegd.